# (3752) Камилло
(3752) Камилло (лат. Camillo) — околоземный астероид вытянутой формы из группы аполлонов, который характеризуется очень наклонённой и довольно сильно вытянутой орбитой, из-за чего в процессе движения вокруг Солнца он пересекает орбиту не только Земли, но и Марса. Он был открыт 15 августа 1985 года американскими астрономами Марией Баруччи и Элеанорой Хелин в исследовательском центре CERGA и назван в честь древнеримского императора и сына Элеаноры Хелин.

Орбита астероида Камилло и его положение в Солнечной системе
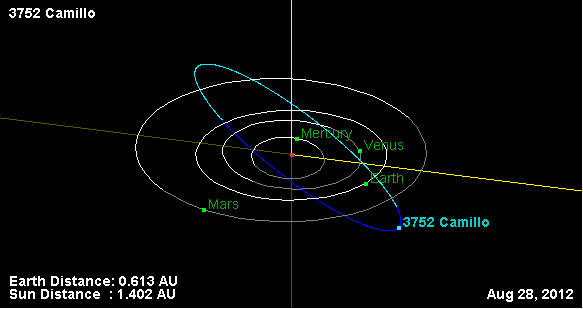
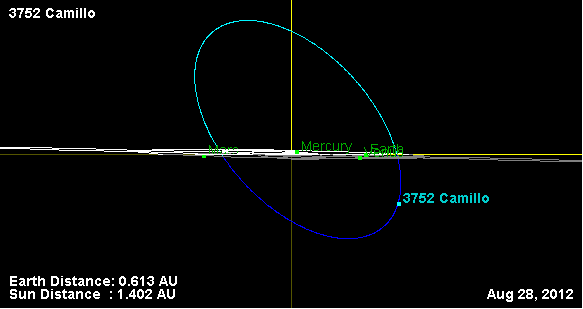
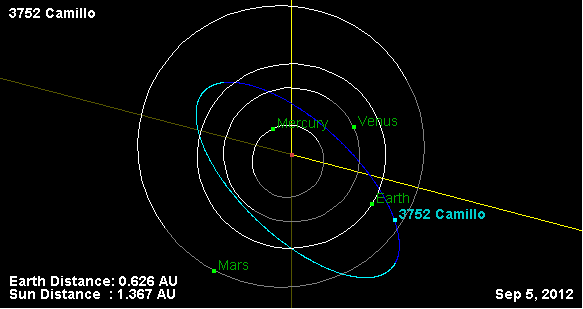

Астероид регулярно сближается с Землёй, но проходит от неё на значительном расстоянии, минимальная дистанция до Земли составляла 11,901 млн км. Следующее сближение этого астероида с нашей планетой состоится 12 февраля 2013 года, когда он пролетит на расстоянии 22,103 млн км от Земли. При этом астероид планируется изучить с помощью радиолокатора в обсерватории Аресибо.